# هربرت ماكلين إيفانس
هربرت ماكلين إيفانس Herbert McLean Evans عالم أمريكي مختص في علم التشريح وعلم الأجنة. وُلد في 23 سبتمبر 1882 وتوفي في 6 مارس 1971.